# Sage (volksverhaal)

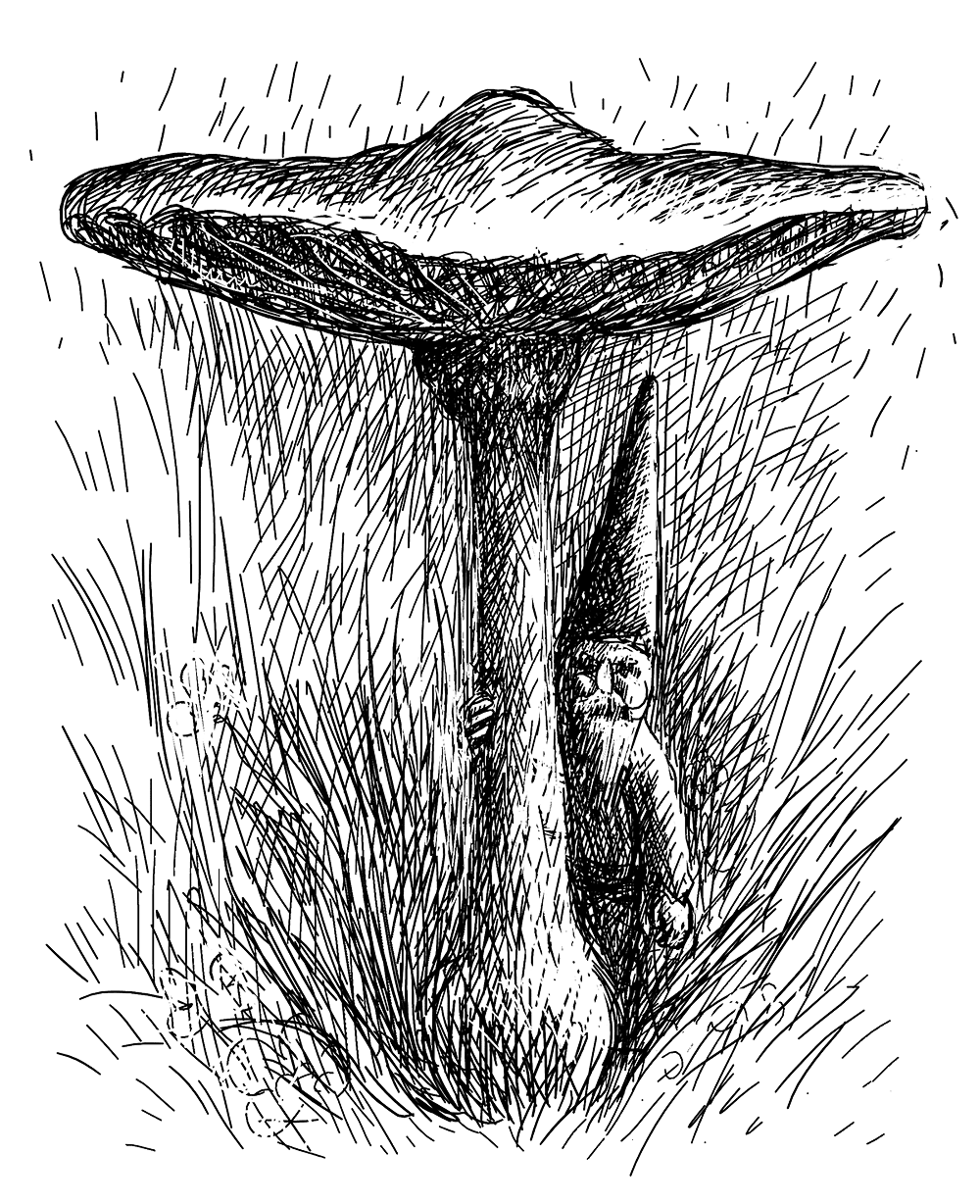
Kabouter

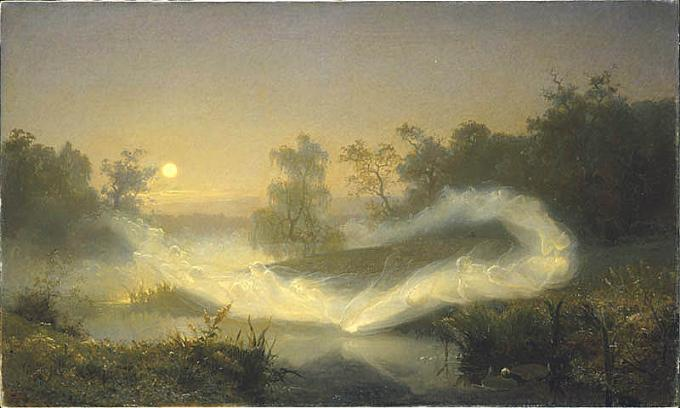
Dansende elfen of witte wieven

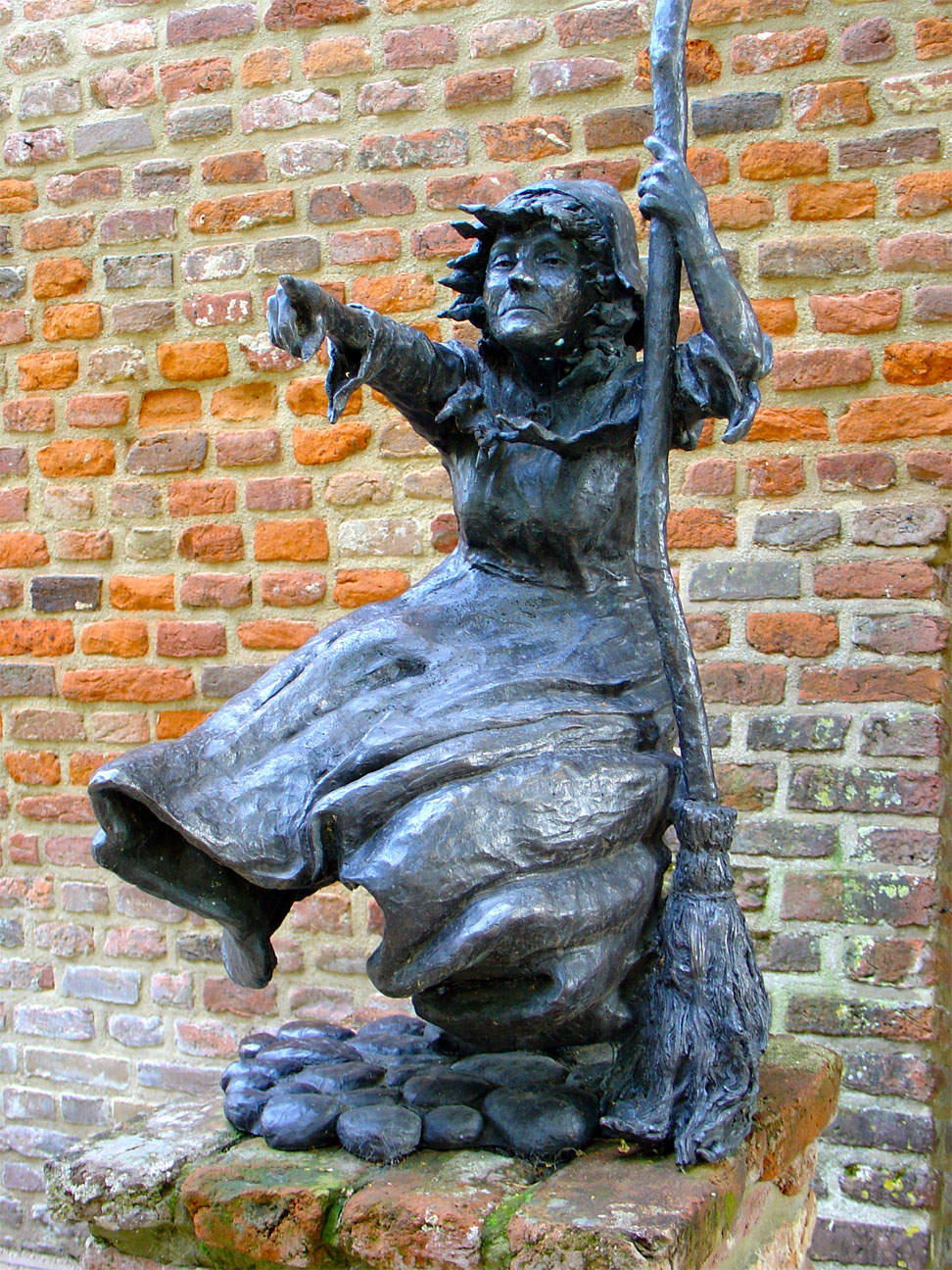
Heks

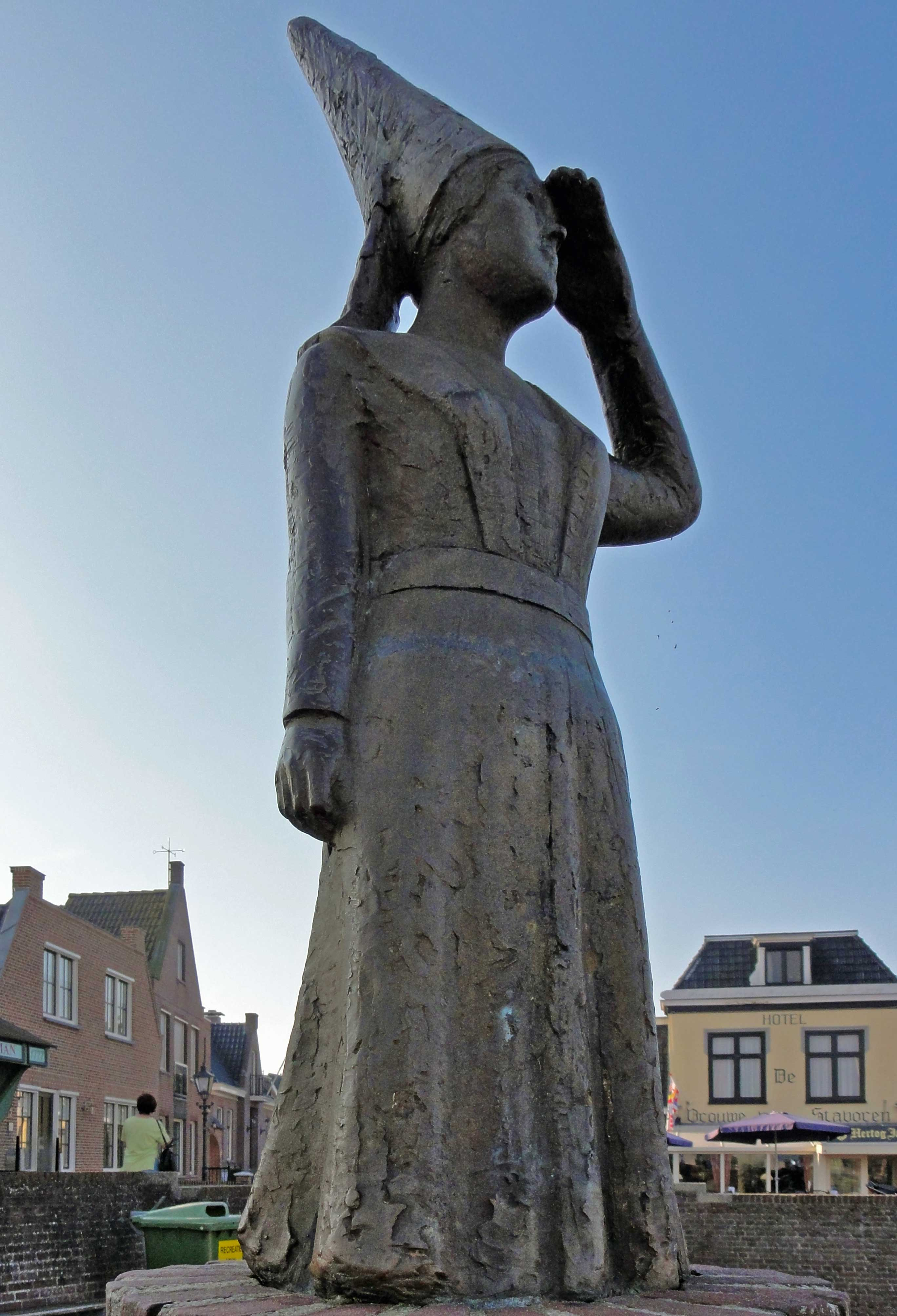
Het Vrouwtje van Stavoren

Een sage is een traditioneel volksverhaal dat zich afspeelt op een bekende plaats en op een bekend moment in de tijd en vaak gegroeid is om een historische kern. De sage is doorgaans een kortere vertelling dan een sprookje en behandelt een bepaalde vorm van volksgeloof. Sagen bevatten veel angstaanjagende, bovennatuurlijke elementen en vertellen bijvoorbeeld over heksen, tovenaars, spoken, weerwolven, over reuzen, kabouters, nachtmerries (in de zin van 'wezens', niet van 'dromen'), Witte Wieven, duivels en dergelijke. Sagen kunnen ook vertellen over moedige en sterke helden, over geduchte rovers, onderaardse gangen, verborgen schatten en bodemloze putten. In principe werden de sagen vroeger als waarheid verteld. Door vertellers en publiek werden ze ervaren als non-fictie.
Een sage is dus weliswaar verzonnen, maar bevat doorgaans een kern van waarheid. Door middel van de sage wordt getracht een verschijnsel of gebeurtenis op narratieve wijze te verklaren. Sagen komen voort uit de schriftelijke of orale traditie.
Een sage dient te worden onderscheiden van een legende (zie ook Verschil tussen legenden, mythen, sagen en sprookjes).

## Etymologie
Het woord 'sage' komt, volgens het Etymologisch woordenboek (Van Dale), van het Middelnederlandse woord 'sage' of 'zage', afgeleid van 'zeggen', 'wat men zegt'.
Het Algemeen letterkundig lexicon meent echter dat het woord afkomstig is van het Duitse 'was gesagt wird', met eveneens de Nederlandse vertaling 'wat men zegt'.

## Onderverdeling en kenmerken
Sagen worden op in het algemeen op de volgende wijze onderverdeeld:
- Etiologische sagen verklaren de herkomst van een gebeurtenis, gebruik, landschapskenmerk, plaats- of streeknaam of natuurverschijnsel. Het zijn specifieke sagen die antwoord geven op de vraag: 'Hoe komt het dat?' (de varkens in de modder wroeten, de rivier zoveel bochten heeft, de zee zout is, februari maar 28 dagen heeft, honden elkaars achterwerk besnuffelen etc.).[2]

De antwoorden zijn vaak anekdotisch of triviaal. Zo heeft februari bijvoorbeeld maar 28 dagen omdat hij met kaartspelen een dag aan januari en een dag aan maart heeft verloren. Deze sagen worden ook wel oorsprongssagen genoemd.
- Historische sagen zijn verbonden aan bepaalde bestaande gebouwen (zoals kastelen en kerken), historische gebeurtenissen (bepaalde overstromingen en oorlogen) en historische personen (vorsten, rovers etc.).[7][6]
- Geloofssagen refereren sterk aan magische elementen in de religieuze volkscultuur. In het verleden werden deze wel onderverdeeld in 'demonensagen', 'toversagen' en 'duivelssagen'. In de laatstgenoemde treedt Satan op, die regelmatig een pact met de mensen sluit en het op hun zondige zielen heeft voorzien. De toversagen gaan over mensen met magische krachten, zoals heksen, tovenaars, weerwolven en nachtmerries (niet de droom, maar de plagende geest).[6][8]

Het merendeel van de sagen verhaalt over vormen van spokerij, toverij, hekserij, waarzeggerij en over 'bovennatuurlijke' wezens zoals klopgeesten, weerwolven, aardmannetjes (kabouters), meerminnen en boemannen. Goden spelen doorgaans geen belangrijke rol in sagen, in tegenstelling tot wat bij mythen het geval is. Ook vormen sagen geen onderdeel van de biografie van heiligen, zoals legenden. Vaak worden sagen onterecht legenden genoemd.
Sagen hebben veelvuldig een pessimistische toonzetting, in tegenstelling tot de sprookjes, die vaak een happy ending hebben. De traditionele sage heeft een moderne pendant in het zogenaamde broodjeaapverhaal. Sommige traditionele sagen zijn 'geëvolueerd' tot moderne sagen ofwel broodjeaapverhalen.
Sagen werden in de Middeleeuwen vaak verwerkt in volksliederen, die onder meer door troubadours werden overgeleverd.

## Voorbeelden van sagen
- De Vliegende Hollander.
- Der Goldene Ofen. Een sage uit Franken, die zich afspeelt in het patriciërshuis De Klokkenstoel van de familie Rosenhart (op de plaats waar 'nu' de herberg "Zum Deutschen Kaiser" staat).[9]
- De Voorthuizer Bunckmansage.
- Het verhaal over de juffertorens in de provincie Groningen.
- De verhalen over de witte wieven in onder meer Gelderland en Overijssel.
- Een sage uit Dordrecht (Zuid-Holland) gaat over schapensmokkel.
- Een sage uit Drenthe is het verhaal over de reuzen Ellert en Brammert.
- De sage van Het glujende peerd van Terborg.
- De sage van Schoonebeek vertelt over de herkomst van de naam.
- Een sage uit Tetterode (tegenwoordig Overveen) in het Kennemerland verhaalt over Diedryc van Tetterode.
- Het Vrouwtje van Stavoren.
- De Zwanenridder (Lohengrin).
- Kerktorens van Tzum en Oldeboorn.
- Het verhaal van Schele Guurte heeft overeenkomsten met de volksverhalen over Vrouw Holle.
- De Nibelungensage, een middeleeuwse Scandinavisch/Duitse heldensage die is vastgelegd in de vorm van het Nibelungenlied.
- De Blondelsage, een Duitse troubadoursage over de zoektocht naar Richard Leeuwenhart.
- Het verhaal van het Ros Beiaard in het Belgische Dinant verklaart hoe de grote rots (de Rocher Bayard) aldaar zou zijn ontstaan. Het paard sprong er namelijk met een reuzensprong vanaf, waardoor een scherp stuk rots losliet en vlak bij de Maas neerkwam.
- Mannenken Pis in Brussel: het standbeeld zou er staan omdat een wijze man de betovering van een boze heks het standbeeld betoverde in plaats van een jongetje.
- Het verhaal van de wapenstier in Noord-Holland